# Machane Jisra’el
Machane Jisra’el (hebr. מחנה ישראל) – nieistniejący już kibuc, który był położony w Dolinie Jezreel na północy Brytyjskiego Mandatu Palestyny. Jego likwidacja nastąpiła wskutek trudności ekonomicznych w 1938 roku. Pozostał po nim historyczny budynek, będący pamiątką początków osadnictwa żydowskiego w Palestynie.

## Położenie
Osada Machane Jisra’el była położona na wysokości 165 metrów n.p.m. we wschodniej części intensywnie użytkowanej rolniczo Doliny Jezreel w Dolnej Galilei, na północy Izraela. Osada leżała u podnóża północnych zboczy masywu góry More (515 m n.p.m.). Okoliczny teren łagodnie opada w kierunku północnym i północno-wschodnim. W jego otoczeniu znajdują się obecnie kibuc Dawerat i wieś komunalna Achuzzat Barak.

## Historia
Pod koniec I wojny światowej w 1918 roku cała Palestyna przeszła pod panowanie Brytyjczyków, którzy w 1922 roku formalnie utworzyli Mandat Palestyny. Nowa sytuacja geopolityczna stwarzała dla społeczności żydowskiej nadzieję na realizację obietnicy deklaracji Balfoura o utworzeniu w Palestynie „żydowskiej siedziby narodowej”. Program organizacji syjonistycznych zakładał wykupienie 4 mln akrów ziemi i osiedlenie w Ziemi Izraela w ciągu dziesięciu lat około miliona Żydów. W tym celu miało powstać wiele osad rolniczych i pod ich budowę wybrano między innymi żyzną Dolinę Jezreel.
W 1925 roku w rejonie góry More wykupiono od Arabów grunty, które następnie podzielono na 300 działek z celem sprzedaży Żydom z Europy Wschodniej. Osiedliło się tutaj 18 rodzin, z których większość pochodziła z miasta Łodzi w Polsce. Byli to najczęściej członkowie syjonistycznej organizacji ultraortodoksji żydowskiej Agudat Israel. Aby wzmocnić osadę, w kolejnych latach przybyły tu w sumie trzy grupy osadników, które angażowały się w działalność rolniczą i rozwój drobnego przemysłu. Próba jednak nie powiodła się, a zniechęceni trudnościami osadnicy rozproszyli się po innych osadach. Opuszczone ziemie zostały przeniesione pod zarząd Żydowskiego Funduszu Narodowego.
Jedyną pozostałością i wspomnieniem osiedla był duży biały dwupiętrowy budynek z wieżą obserwacyjną. Został on przejęty przez siły policji żydowskiej, która chroniła ropociąg Mosul-Hajfa. Podczas arabskiego powstania w Palestynie (1936–1939) ropociąg ten był wielokrotnie atakowany i podpalany. Budynek był także bazą Specjalnych Jednostek Nocnych, które walczyły z arabskimi bandami. Pod koniec II wojny światowej budynek został skonfiskowany przez brytyjskie władze mandatowe i przekazany jordańskiemu Legionowi Arabskiemu na potrzeby posterunku policji. Później budynek został opuszczony. W dniu 30 października 1946 roku opuszczoną placówkę zajęła grupa założycielska kibucu Dawerat - 7 kwietnia 1948 roku kibuc został przeniesiony do nowej lokalizacji na sąsiednim wzgórzu. W 1998 roku po stronie zachodniej powstała wieś komunalna Achuzzat Barak. Natomiast sam historyczny budynek Machane Jisra’el został objęty ochroną jako dziedzictwo narodowe Izraela. Budynek pozostaje opuszczone i jest w stanie ruiny.

## Opis budynku
Samotny budynek Machane Jisra’el wyróżnia się pośrodku pól. Jest to prosta budowla zaprojektowana z wyraźnie zaznaczonymi liniami poziomymi i pionowymi. W fasadzie budynku umieszczono okrągłe otwory okienne, natomiast nad całością bryły wznosiła się wieża obserwacyjna. Wnętrze po stronie północnej było podzielone na pokoje, które wykorzystywano do różnych celów. Po stronie południowej znajdowała się synagoga z galerią przeznaczoną dla kobiet. Cały budynek był przystosowany do funkcji obronnych.